# Kashima Shinden Jikishinkage-ryū
Le Kashima Shinden Jikishinkage-ryū (鹿島神傳直心影流), parfois appelée seulement Jikishinkage-ryū ou Kashima Shinden, est une école martiale japonaise traditionnelle (koryū) de kenjutsu (escrime au sabre). Il fut fondé au milieu du XVIe siècle sur la base de styles d'escrime plus anciens et est l'un des quelques koryū toujours actifs à ce jour,,,,,.
Le nom Kashima Shinden Jikishinkage-ryū peut se traduire par « école de l'honnête reflet du cœur d'ascendance divine de Kashima ». L'école indique : « par une pratique répétitive, on maintient une connexion permanente avec le cosmos en aspirant au jikishin (直心), intention inébranlable, et au seimeishin (生命心), la parfaite clarté de l'esprit, comme un ciel sans nuage par un jour ensoleillé. Un pratiquant ayant atteint un jikishin et un seimeishin élevés est réputé avoir le fudōshin (不動心), le cœur immuable ».

## Histoire
Le style du Kashima Shinden Jikishinkage-ryū dérive des styles de kenjutsu développés à la fin de la période Muromachi qui déborde sur le début de la période Sengoku, ou selon le calendrier occidental à la fin du XVe siècle ou début du XVIe siècle au sanctuaire de Kashima par son fondateur, Naokatsu Bizen-no-Kami Matsumoto (Matsumoto Bizen-no-Kami Naokatsu (松本 備前守 尚勝), 1467–1524). Les ancêtres directs du Jikishinkage-ryū sont le Shinkage-ryū et le Aizu Kage-ryū .
Le Jikishin Kage-ryū Kenjutsu provient d'une école plus ancienne le Kage-ryū Kenjutsu. Cette école fut fondée par un samouraï nommé Iko Aizu en 1490, qui perfectionna, puis enseigna son style dans le Japon. Il existe des preuves qu'à partir de 1525, un autre samouraï, Nobutsuna Ise no Kami Kamiizumi (1508–1548), enseignait son propre style, une forme de Kage-ryū kenjutsu. Il l'appela Shinkage-ryū (école de la nouvelle ombre). Naokatsu Bizen no Kami Matsumoto, célèbre maître de cette école, fonda sa propre école, tout d'abord appelée Kashima Shinryū, puis Kashima Shinden Jiki Shinkage-ryū. Jikishin Kage-ryū signifie « l'école la plus récente de l'ombre ancienne » : ce nom indique les ancêtres de l'école et marque le respect envers les anciens maîtres. Ces écoles sont répandues à l'heure actuelle dans le monde entier. Il existe des variations de cette école telles que le Jikishin Kage-ryū, le Seito Shinkage-ryū, etc.
Durant le XIXe siècle, le Jiki Shinkage-ryū était l'une des écoles d'escrime au sabre de combat les plus populaires dans l'est du Japon, particulièrement dans la région d'Edo. Ainsi, le 14e grand-maître (ou sōke (宗家) du style (dite aussi branche Fujikawa ha), Sakakibara Kenkichi, était l'un des escrimeurs les plus connus de son époque et l'un des gardes du corps personnels du Shogun.
Kenkichi Sakakibara eut des centaines d'étudiants durant sa vie, nombre d'entre eux atteignant le « rang » de menkyo kaiden (免許皆伝) et de shihan (師範), autorisés à transmettre l'entière tradition. Ainsi, Watatani et Yamada, dans Bugei ryuha daijiten, 155-156 (1978), indiquent qu'il y eut vingt successeurs détenteurs du menkyo kaiden. L'un des disciples les plus talentueux, Jirōkichi Yamada (Yamada Jirōkichi (山田 次朗)), étudia également la branche Seito-ha (正統派), ce qui signifie « lignée principale » du système ou de l'école traditionnelle. Les divisions du style en différentes branches semblent apparaître au cours du XIXe siècle, conséquence directe de ce nombre important de successeurs.
D'autres pratiquants célèbres du style n'atteignirent pas les hauts grades du système et n'apparaissent donc pas cités comme successeurs. L'un des plus célèbres d'entre eux est sans doute Sōkaku Takeda, fondateur (ou restaurateur) du Daitō-ryū Aiki-jūjutsu. Des auteurs ont par ailleurs prétendu que certaines personnalités historiques telles que Gonnosuke Musō (qui n'apparait dans aucune lignée directe) appartenaient à la lignée de transmission du style, sans preuves.
| fondateur    | Kashima Shin(kage)ryū   | Matsumoto (Sugimoto) Bizen-no-Kami (松本備前守, 1467–1524)                          | Matsumoto (Sugimoto) Bizen-no-Kami (松本備前守, 1467–1524)                          | Matsumoto (Sugimoto) Bizen-no-Kami (松本備前守, 1467–1524)                          | Matsumoto (Sugimoto) Bizen-no-Kami (松本備前守, 1467–1524)                          | Matsumoto (Sugimoto) Bizen-no-Kami (松本備前守, 1467–1524)                          |
| 2e           | Shinkage-ryū            | Kamiizumi Ise-no-Kami Nobutsuna (上泉伊勢守信綱, 1508–1577)                         | Kamiizumi Ise-no-Kami Nobutsuna (上泉伊勢守信綱, 1508–1577)                         | Kamiizumi Ise-no-Kami Nobutsuna (上泉伊勢守信綱, 1508–1577)                         | Kamiizumi Ise-no-Kami Nobutsuna (上泉伊勢守信綱, 1508–1577)                         | Kamiizumi Ise-no-Kami Nobutsuna (上泉伊勢守信綱, 1508–1577)                         |
| 3e           | Shinkage-ryū            | Okuyama Kyūkasai Taira no Kimishige (奥山休賀斎平公重, 1528–1602)                   | Okuyama Kyūkasai Taira no Kimishige (奥山休賀斎平公重, 1528–1602)                   | Okuyama Kyūkasai Taira no Kimishige (奥山休賀斎平公重, 1528–1602)                   | Okuyama Kyūkasai Taira no Kimishige (奥山休賀斎平公重, 1528–1602)                   | Okuyama Kyūkasai Taira no Kimishige (奥山休賀斎平公重, 1528–1602)                   |
| 4e           | Shin Shinkage-ryū       | Ogasawara Genshinsai Minamoto no Nagaharu (小笠原源信斎源長冶, 1574–1644)           | Ogasawara Genshinsai Minamoto no Nagaharu (小笠原源信斎源長冶, 1574–1644)           | Ogasawara Genshinsai Minamoto no Nagaharu (小笠原源信斎源長冶, 1574–1644)           | Ogasawara Genshinsai Minamoto no Nagaharu (小笠原源信斎源長冶, 1574–1644)           | Ogasawara Genshinsai Minamoto no Nagaharu (小笠原源信斎源長冶, 1574–1644)           |
| 5e           | Shinkage Jikishin-ryū   | Kamiya Denshinsai Sadamitsu (神谷伝心斎直光, 1582–1663)                             | Kamiya Denshinsai Sadamitsu (神谷伝心斎直光, 1582–1663)                             | Kamiya Denshinsai Sadamitsu (神谷伝心斎直光, 1582–1663)                             | Kamiya Denshinsai Sadamitsu (神谷伝心斎直光, 1582–1663)                             | Kamiya Denshinsai Sadamitsu (神谷伝心斎直光, 1582–1663)                             |
| 6e           | Jikishin Seitō-ichi-ryū | Takahashi Danjōzaemon Shigeharu (高橋弾正左衛門重治, 1610–1690)                     | Takahashi Danjōzaemon Shigeharu (高橋弾正左衛門重治, 1610–1690)                     | Takahashi Danjōzaemon Shigeharu (高橋弾正左衛門重治, 1610–1690)                     | Takahashi Danjōzaemon Shigeharu (高橋弾正左衛門重治, 1610–1690)                     | Takahashi Danjōzaemon Shigeharu (高橋弾正左衛門重治, 1610–1690)                     |
| 7e           | Jikishinkage-ryū        | Yamada Heizaemon Mitsunori (Ippūsai) (山田平左衛門光徳(一風斎), 1638–1718)          | Yamada Heizaemon Mitsunori (Ippūsai) (山田平左衛門光徳(一風斎), 1638–1718)          | Yamada Heizaemon Mitsunori (Ippūsai) (山田平左衛門光徳(一風斎), 1638–1718)          | Yamada Heizaemon Mitsunori (Ippūsai) (山田平左衛門光徳(一風斎), 1638–1718)          | Yamada Heizaemon Mitsunori (Ippūsai) (山田平左衛門光徳(一風斎), 1638–1718)          |
| 8e           | Jikishinkage-ryū        | Naganuma Kunisato Shirozaemon (長沼四郎左衛門国郷, 1688–1767)                       | Naganuma Kunisato Shirozaemon (長沼四郎左衛門国郷, 1688–1767)                       | Naganuma Kunisato Shirozaemon (長沼四郎左衛門国郷, 1688–1767)                       | Naganuma Kunisato Shirozaemon (長沼四郎左衛門国郷, 1688–1767)                       | Naganuma Kunisato Shirozaemon (長沼四郎左衛門国郷, 1688–1767)                       |
| 9e           | Jikishinkage-ryū        | Naganuma Shirozaemon Fujiwara no Yorihito (長沼活然斎藤原綱郷, 1702–1772)           | Naganuma Shirozaemon Fujiwara no Yorihito (長沼活然斎藤原綱郷, 1702–1772)           | Naganuma Shirozaemon Fujiwara no Yorihito (長沼活然斎藤原綱郷, 1702–1772)           | Naganuma Shirozaemon Fujiwara no Yorihito (長沼活然斎藤原綱郷, 1702–1772)           | Naganuma Shirozaemon Fujiwara no Yorihito (長沼活然斎藤原綱郷, 1702–1772)           |
| 10e          | Jikishinkage-ryū        | Fujikawa Yashirō Uemon Fujiwara no Yorihito (藤川彌司郎右衛門尉藤原近義, 1726–1798) | Fujikawa Yashirō Uemon Fujiwara no Yorihito (藤川彌司郎右衛門尉藤原近義, 1726–1798) | Fujikawa Yashirō Uemon Fujiwara no Yorihito (藤川彌司郎右衛門尉藤原近義, 1726–1798) | Fujikawa Yashirō Uemon Fujiwara no Yorihito (藤川彌司郎右衛門尉藤原近義, 1726–1798) | Fujikawa Yashirō Uemon Fujiwara no Yorihito (藤川彌司郎右衛門尉藤原近義, 1726–1798) |
| 11e          | Jikishinkage-ryū        | Akaishi Chikayoshi (赤石近義, 1749–1825)                                            | Akaishi Chikayoshi (赤石近義, 1749–1825)                                            | Akaishi Chikayoshi (赤石近義, 1749–1825)                                            | Akaishi Chikayoshi (赤石近義, 1749–1825)                                            | Akaishi Chikayoshi (赤石近義, 1749–1825)                                            |
| 12e          | Jikishinkage-ryū        | Dannō Gennoshin Yoshitaka (團野源之進義高, 1761–1849)                               | Dannō Gennoshin Yoshitaka (團野源之進義高, 1761–1849)                               | Dannō Gennoshin Yoshitaka (團野源之進義高, 1761–1849)                               | Dannō Gennoshin Yoshitaka (團野源之進義高, 1761–1849)                               | Dannō Gennoshin Yoshitaka (團野源之進義高, 1761–1849)                               |
| 13e          | Jikishinkage-ryū        | Odani Shimosa-no-kami Nobutomo (男谷下總守信友, 1798–1864)                          | Odani Shimosa-no-kami Nobutomo (男谷下總守信友, 1798–1864)                          | Odani Shimosa-no-kami Nobutomo (男谷下總守信友, 1798–1864)                          | Odani Shimosa-no-kami Nobutomo (男谷下總守信友, 1798–1864)                          | Odani Shimosa-no-kami Nobutomo (男谷下總守信友, 1798–1864)                          |
| 14e          | Jikishinkage-ryū        | Sakakibara Kenkichi (榊原鍵吉, 1830–1894)                                           | Sakakibara Kenkichi (榊原鍵吉, 1830–1894)                                           | Sakakibara Kenkichi (榊原鍵吉, 1830–1894)                                           | Sakakibara Kenkichi (榊原鍵吉, 1830–1894)                                           | Sakakibara Kenkichi (榊原鍵吉, 1830–1894)                                           |
| 15e          | Jikishinkage-ryū        | Yamada Jirōkichi (山田 次朗吉, 1863–1930)                                           | Yamada Jirōkichi (山田 次朗吉, 1863–1930)                                           | Yamada Jirōkichi (山田 次朗吉, 1863–1930)                                           | Nomi Teijiro (野見)                                                                 | Matsudaira Yasutoshi (松平, 1835–1880)                                              |
| 16e          | Jikishinkage-ryū        | Kawashima Takashi (川島 堯)                                                         | -                                                                                   | Ōmori Sōgen (大森 曹玄, 1904–1994)                                                  | Nomi Hamao                                                                          | Makita Shigekatsu (牧田 重勝, 1849–1914)                                            |
| 17e          | Jikishinkage-ryū        | Ōnishi Hidetaka (大西英隆, 1906–1966)                                               | Ōnishi Hidetaka (大西英隆, 1906–1966)                                               | Terayama Katsujo (1938–2007)                                                        | Ishigaki Yasuzou (石垣安造)                                                         | Suzuki Kimiyoshi (鈴木公宜, 1934)                                                   |
| 18e          | Jikishinkage-ryū        | Namiki Yasushi (並木靖, 1926–1999)                                                  | 17e grand-maître : [1er dirigeant du Hyakuren kai] Hayakawa Kōichi (早川幸市)       | ?                                                                                   | -                                                                                   | -                                                                                   |
| 19e          | Jikishinkage-ryū        | Itō Masayuki (伊藤雅之, c. 1930–2001)                                               | 18e grand-maître : [2e dirigeant du Hyakuren kai] Iwasa Masaru (岩佐勝, 1945)       | -                                                                                   | -                                                                                   | -                                                                                   |
| 20e          | Jikishinkage-ryū        | Yoshida Hijime (吉田基, c. 1945)                                                    | -                                                                                   | -                                                                                   | -                                                                                   | -                                                                                   |
| grand-maître | ryū (lignée)            | Seito-ha                                                                            | Hyakuren-kai                                                                        | Daihonzan Chozen-ji                                                                 | Nomi-ha                                                                             | Shinbukan                                                                           |

## Caractéristiques

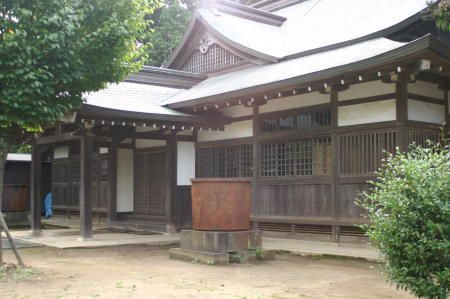
Dōjō au Kashima Shinden.
Kashima, Préfecture d'Ibaraki, Japon.

Le style Jikishinkage-ryū possède de nombreuses différences avec le kendo moderne. On notera plus particulièrement un travail de déplacement et un travail de respiration différents.
Le unpō (運法) est le travail de déplacement utilisé dans le Jikishinkage-ryū et peut se traduire par « loi, règle ou méthode pour transporter, convoyer ou porter (marcher) ». Contrairement au suriashi du kendo moderne, les deux pieds restent fermement ancrés au sol en tout temps. Le kiai (気合) ne consiste pas seulement en un cri, comme la plupart des arts martiaux, mais en la manière adaptée pour inspirer et obtenir un état d'esprit adapté. Cela est peut-être mieux reflété dans la respiration profonde et synchrone appelée Aum (唵) avec un partenaire qui accompagne la majorité des mouvements.
Chaque kata (形) présente deux rôles distincts appelés uchidachi (打太刀), l'épée d'attaque ou de frappe, et shidachi (受太刀), l'épée agissante ou de réception. Certaines parties d'un kata sont identiques pour les deux rôles, comme le kamihanen (上半円) demi-cercle haut et le shimohanen (下半円) demi-cercle bas (appelés aussi johanen et gehanen). Ces techniques sont non conventionnelles (技) et caractéristiques du style. De manière basique, l'escrimeur dessine un demi-cercle (haut ou bas) avec sa main droite (tenant l'épée) et sa main gauche (libre). Il finit le mouvement avec ses bras étendus, l'épée pointant vers le haut et l'index de la main libre vers le bas. Ces mouvements peuvent être considérés comme une salutation et une forme de méditation, et sont habituellement exécutés au début et à la fin d'un kata ou d'une séance de suburi (素振り). Ils représentent la totalité des choses du ciel et la totalité des choses de la terre, plaçant le pratiquant au centre de tout.

## Tenue
Le kenjutsu était pratiqué avec une tenue épaisse (keikoga) dans les anciens temps. Il était nécessaire pour la protection, bien que cela ne suffise parfois pas. Les entraînements sont bien moins dangereux aujourd'hui, les vêtements standard en kenjutsu sont des keikogi (稽古着) et hakama (袴) normaux. Préférentiellement, toutes les pièces sont de la même couleur en bleu foncé ou, lorsque quelqu'un dédie sa pratique aux kami (神), en blanc. Afin d'éviter de le piétiner dans un déplacement en position basse, le hakama est légèrement tiré en pliant avec soin sous les brides liées autour de la taille à droite et à gauche des plis avant, avant que l'entraînement ne commence. Il est possible de porter un tabi (足袋) quand nécessaire.
Pour la pratique en extérieur, le jika-tabi (地下足袋) est porté. Comme l'uchidachi fait toujours face au soleil, ce rôle peut être vraiment handicapant, mais il n'est pas permis de porter des lunettes de soleil ou de chapeau. Cependant, en cas de froid extrême, le port du chapeau (sans visière) et d'autres vêtements protecteurs est permis. Dans le cas de fortes suées ou de cheveux longs, le port d'un tenugui (手拭い) ou d'un hachimaki (鉢巻) est permis. On notera que le tabi ou jiki-tabi doit préférentiellement s'accorder avec la couleur du hakama.
Le port des bijoux est interdit, comme dans de nombreux arts martiaux. Cette règle est destinée à empêcher les blessures, à modérer les démonstrations d'égo et à éviter les distractions inutiles.
Certains pratiquants portent un aikidogi (合気道着) ou un karategi (空手着). Dans certains groupes, les débutants portent un obi (帯) blanc, les intermédiaires un obi bleu et marron et les avancés un obi noir avec un hakama. D'autres pratiquent sans ceintures colorées.

## Rangs
Les niveaux suivants existent dans la lignée Seito-ha (ligne principale reconnue par le sanctuaire de Kashima).
| rang                 | niveau             | requis |
| -------------------- | ------------------ | --- |
| shomokuroku (初目録) | -                  | le disciple doit être compétent dans le Hōjō no kata.                                                        |
| jomokuroku (助目録)  | -                  | le disciple doit être compétent dans le Tō no kata.                                                          |
| reikenden            | -                  | le disciple doit être compétent dans le Kodachi no kata.                                                     |
| kyuri-no-maki        | kyōshi (教師)      | le disciple doit comprendre la nature profonde du Jikishinkage-ryū et être compétent dans le Habiki no kata. |
| goku-i               | shihandai (師範弟) | le disciple est initié au Marubashi no kata.                                                                 |
| menkyo (免許)        | shihan (師範)      | le disciple doit maîtriser le système.                                                                       |

Au cours de son évolution, le disciple devrait montrer des compétences à la fois dans l'apprentissage et dans l'enseignement du système. Par conséquent, l'étudiant recevant le kyuri-no-maki est au niveau de kyoshi (assistant instructeur) ; l'étudiant recevant le goku-i est au niveau de shihandai (instructeur associé) et le récipiendaire du menkyo est au niveau de shihan (maître instructeur). Cependant, selon Yoshida Hijime (吉田基), 20e grand-maître du Seito-ha, seul un shihan peut enseigner indépendamment du grand-maître. Une restriction qui n'est pas forcément suivie par les autres lignées.
Pour la lignée Shinbukan, ce qui suit s'applique :

« Il n'y avait rien ressemblant à des examens ou rangs dans le Japon antique. Lorsque le maître pensait son apprenti prêt, il lui ordonnait de démontrer son savoir. Il y avait quatre niveaux dans le Jikishinkage-ryū. Le raiken, niveau de l'étudiant normal, le mokuroku et le kirigami, le niveau avancé, et le plus haut, le menkyo kaiden, était le niveau du maître, et donnait à son détenteur le droit d'enseigner. Les diplômes étaient écrits à la main, et contenaient toutes les techniques démontrées par les examinés devant le maître. Si l'examen était concluant, le nouveau maître pouvait porter le hakama. Cela correspond à la ceinture noire d'aujourd'hui. Ces choses ont changé de nos jours, et on utilise la même méthode kyū (級) - dan (段) que dans la plupart des arts martiaux »

— Kimiyoshi Suzuki, 
| rang    | ceinture | couleur | titre           | type              |
| ------- | -------- | ------- | --------------- | ----------------- |
| 3e kyū  |          | blanc   | -               | mudansha (無段者) |
| 2e kyū  |          | bleu    | -               | mudansha          |
| 1er kyū |          | marron  | reiken          | mudansha          |
| 1er dan |          | noir    | kirigami        | yūdansha (有段者) |
| 2e dan  |          | noir    | mokuroku (目録) | yūdansha          |
| 3e dan  |          | noir    | menkyo          | yūdansha          |

Les disciples de plus haut rang de Kimiyoshi Suzuki sont des ceintures noires 2e dan (mokuroku). Les examens pour les ceintures se tiennent une fois par an, dans un camp d'été. Un candidat ne peut passer qu'un examen par an.
Dans certains groupes, le hakama peut seulement être porté par ceux qui ont réussi l'examen du 1er dan. Cela est dû à des raisons pratiques. L'une est que l'enseignant peut voir les positions de pieds des étudiants. Une autre raison est l'enseignant et les étudiants peuvent rapidement identifier qui appeler pour demander de l'aide. Dans les groupes plus traditionnels, tout le monde porte un hakama.

## Kihon
Les mouvements et la technique de base sont indiqués ci-dessous.
| catégorie                             | base | autre |
| ------------------------------------- | --- | --- |
| te no uchi (手の内) saisie            | | |
| kamae (構) posture                    | - gedan no kamae (下段の構) - jōdan no kamae (上段の構) - chūdan no kamae (中段の構) / seigan no kamae - hassō no kamae (八相の構) | - gyaku hassō - waki gamae - irimi seigan - niō dachi - chokuritsu seigan - chokuritsu jodan - chokuritsu gedan - chokuritsu hassō - etc.                                     |
| ashi sabaki (足捌き) travail de pieds | unpō | - okuri ashi - ayumi ashi - tsugi ashi (migi, hidari) - soroe ashi - fumikomi ashi (migi, hidari) - hiraki ashi (shomen, naname, soroe, etc.) - kosa-ashi - kirikaeshi - etc. |
| seme-waza (attaque)                   | - shomen - yokomen - dogiri - tsuki (突き) - kote - kesakiri - kiriage - tsubamegaeshi - ashikiri                                  | - tai-atari - ashi barai - atemi (seiken tsuki, uraken uchi, etc.) - keri (mawashi geri, mae geri, etc.) - nage (kotegaeshi, etc.) - etc.                                     |
| uke-waza (protection)                 | - nagashi uke - suriage - ashidome - otoshi uke - harai uke - kaeshi uke                                                           | - maki otoshi - shin no uke - nuki - osae uke - etc. |
| kiai                                  | - « a » - « um » | |

## Kata traditionnels
Les cinq kata classiques ou orthodoxes suivant sont les seuls pratiqués à l'heure actuelle au Japon et furent créés dans cet ordre à l'époque de Yamada Heizaemon Ippusai à la fin du XVIIe siècle,. Au lieu de l'extension no kata, les formes du livre de Yamada ont l'extension no bu (之部), signifiant « section (de ce livre) ». Les étudiants de Kimiyoshi Suzuki de la lignée Shinbukan pratiquent également ces kata, en plus de ses kata propres préparant aux classiques.

### Hōjō

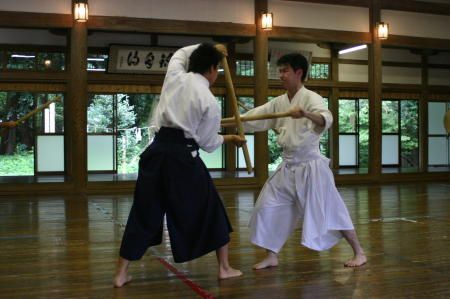
Hōjō no kata, printemps.

Le Hōjō no kata (法定之形) est le premier des kata classiques du style Jikishinkage-ryū et son nom peut se traduire en « lois », « principes » ou « méthodes (principales) définitives », « cruciales » ou « stables (fondamentales) » ou « principes fondamentaux (bases) ». Le shidachi et l'uchidachi utilisent habituellement des épées de bois, bokken (木剣) ou bokutō (木刀), bien que des épées réelles, shinken (真剣), puissent être aussi utilisées,,.
Le Hōjō no kata est composé de quatre séquences nommées d'après les quatre saisons, haru (春) printemps, natsu (夏) été, aki (秋) automne et fuyu (冬) hiver dans l'ordre d'exécution. Chaque saison comprend de six à huit waza (mouvement). Avant chaque saison, le kamihanen est exécuté, le shimohanen étant exécuté après,,
Chaque saison possède un rythme, un thème kōan (公案), des placements de pied, une respiration, un kiai et autres caractéristiques découlant de celles (perçues) de la saison. Le « printemps » possède des waza exécutés de manière douce et rapide, accompagnées par un kiai fort. Son kōan est « souffle explosif dans huit directions » (ce qui peut également se comprendre par « dans toutes les directions »). L'« été » possède des mouvements explosifs et intenses. Son kōan est « une épée, deux coupes » ce qui peut être compris comme « couper son égo ». L'« automne » a un rythme varié, symbolisant le changement. Son kōan est « virage à droite, virage à gauche » pouvant être traduit par « temps de changements ». L'« hiver » a des mouvements lents, réservés mais fermes et efficaces. Cela est encore plus accentué dans le travail de pieds. Son kōan est « court-long, un corps ». L'exemple suivant est une illustration de ce principe. On peut imaginer deux opposants, l'un armé d'un yari (槍) ou naginata (長刀 ou 薙刀), le « long », l'autre d'un sabre, le « court », engagés dans un combat mortel : toute autre considération que la survie est superflue. La métaphore pouvant traduire ce précepte est « vie et mort sont un ».
Les thèmes des quatre saisons fait référence aux principes universels s'exprimant également sous d'autres formes, indiquées ci-dessous.
| séquence                    | nom                                        | kōan                                                             | tempo        | étape de la vie | moment de la journée | température     |
| --------------------------- | ------------------------------------------ | ---------------------------------------------------------------- | ------------ | --------------- | -------------------- | --------------- |
| ipponme (一本目) 1er niveau | haru no tachi (春の太刀) épée du printemps | hassō happa (八相発破) « souffle explosif dans huit directions » | accélération | enfance         | matin                | échauffement    |
| nihonme (ニ本目) 2e niveau  | natsu no tachi (夏の太刀) épée de l'été    | itto ryōdan (一刀両断) « une épée, deux coupes »                 | rapide       | adolescence     | après-midi           | chaleur         |
| sanbonme (三本目) 3e niveau | aki no tachi (秋の太刀) épée de l'automne  | uten saten (右転左転) « virage à droite, virage à gauche »       | décélération | maturité        | soir                 | refroidissement |
| yonhonme (四本目) 4e niveau | fuyu no tachi (冬の太刀) épée de l'hiver   | chotan ichimi (長短一身) « court-long, un corps »                | lent         | vieillesse      | nuit                 | froid           |

L'uchidachi et le shidachi prennent un rythme appelé nio dachi pour le printemps et l'automne. Cela fait référence à la paire de déités gardiennes du bouddhisme appelées niō (仁王), que l'on peut trouver sous la forme de grandes statues à l'entrée d'anciens temples et sanctuaires japonais. La statue de droite est appelée Misshaku Kongō (密迹金剛), à la bouche ouverte et représente la vocalisation du « a ». La statue de gauche est appelée Naraen Kongō (那羅延金剛), à la bouche fermée, représente la vocalisation du « um ».
Les deux caractères liés symbolisent la naissance et la mort de toute chose, le « a » étant lié à la bouche ouverte (la première inspiration) et le « um » à la bouche fermée (le dernier souffle). Le symbolisme est similaire au alpha et oméga chrétien, signifiant le « commencement et la fin », « tout » ou la « création entière ». La contraction de ces deux syllabes est l'Aum, porteur de concept important en sanskrit. Les positions et expressions des statues, les sons et leur symbolisme sont primordiaux dans le Hōjō no kata.
Le 15e grand maître de la branche principale indiqua à propos de la signification du Hōjō no kata :

« Au fur et à mesure de votre vie, vous vous bridez par toutes sortes d'impuretés. L'acte produisant sans discontinuer ces polluants, vous devez essayer de revenir à votre nature originelle, celle que vous aviez étant bébé »

— Jirōkichi Yamada, 

### Fukuro Shinai no kata (Tō no kata)
Le Fukuro Shinai no kata (韜之形), ou Tō no kata comme il est aussi appelé, est le deuxième kata du style Jikishinkage-ryū. Le kanji 韜 est rare et ancien et peut se lire « tō » mais avec la signification fukuro (袋).
Le kata est composé de quatorze séquences, divisées en six groupes. Chaque séquence compte quatre mouvements. Ce kata est caractérisé par des techniques très rapides. L'uchidachi et le shidachi utilisent un fukuro-shinai (袋竹刀), ce qui explique l'origine du nom du kata,.
| séquence                           | nom                                                                    |
| ---------------------------------- | ---------------------------------------------------------------------- |
| ipponme (一本目) 1re séquence      | ryubi hidari (龍尾 左) « queue de dragon » gauche                      |
| nihonme (二本目) 2e séquence       | ryubi migi (龍尾 右) « queue de dragon » droite                        |
| sanbonme (三本目) 3e séquence      | menkage hidari (面影 左) « face » gauche                               |
| yonhonme (四本目) 4e séquence      | menkage migi (面影 右) « face » droite                                 |
| gohonme (五本目) 5e séquence       | teppa (鉄破) « casser le fer »                                         |
| ropponme (六本目) 6e séquence      | teppa (鉄破) « casser le fer »                                         |
| nanahonme (七本目) 7e séquence     | teppa (鉄破) « casser le fer »                                         |
| hachihonme (八本目) 8e séquence    | teppa (鉄破) « casser le fer »                                         |
| kyūhonme (九本目) 9e séquence      | matsukaze hidari (松風 左) « (son du) vent dans les pins » gauche      |
| jūpponme (十本目) 10e séquence     | matsukaze migi (松風 右) « (son du) vent dans les pins » droit         |
| jūipponme (十一本目) 11e séquence  | hayafune hidari (早船 左) « bateau tôt » gauche                        |
| jūnihonme (十二本目) 12e séquence  | hayafune migi (早船 右) « bateau tôt » droit                           |
| jūsanbonme (十三本目) 13e séquence | kyoku-shaku (曲尺) « carré du charpentier (pour vérifier les angles) » |
| jūyonhonme (十四本目) 14e séquence | enren (圓連) « prendre/apporter le cercle »                            |

### Kodachi no kata
Le troisième kata du ryū, le kodachi no kata (小太刀之形) possède six séquences. Le shidachi utilise un grand kodachi de bois lourd (comme l'indique le kata) et l'uchidachi utilise un bokuto standard de kendo ou un fukuro shinai. Les trois séquences de ce kata présentent le shidachi courant au « combat » avec l'uchidachi. Le Jikishinkage-ryū est unique parce qu'il utilise le kodachi avec les deux mains sur le tsuka,,.
| séquence                      | nom                                          |
| ----------------------------- | -------------------------------------------- |
| ipponme (一本目) 1re séquence | husei (風勢)                                 |
| nihonme (二本目) 2e séquence  | suisei (水勢)                                |
| sanbonme (三本目) 3e séquence | kissaki kaeshi (切先返)                      |
| yonhonme (四本目) 4e séquence | tsuba-tori (chakin-fukusa) (鍔取 (茶巾袱紗)) |
| gohonme (五本目) 5e séquence  | toppi-ouhi (突非押非)                        |
| ropponme (六本目) 6e séquence | enkai (圓快)                                 |

### Habiki no kata
Le quatrième kata est appelé Habiki no kata (刃挽之形) ou Koryū (古流) kata. Il est un mélange de concepts provenant des Hōjō no kata et Fukuro Shinai no kata. Le shidachi et l'uchidachi utilisent un habiki (épée sans lame affutée). Dans différentes séquences, les deux terminent sur un pied après la coupe. Il existe quatre kata (la deuxième et la troisième séquence sont d'un bloc) dans le Habiki no kata, qui sont une vieille version du Hōjō no kata,,.
| séquence                      | nom                      |
| ----------------------------- | ------------------------ |
| ipponme (一本目) 1re séquence | hassō happa (八相発破)   |
| nihonme (二本目) 2e séquence  | itto ryōdan (一刀両断)   |
| sanbonme (三本目) 3e séquence | uten saten (右転左転)    |
| yonhonme (四本目) 4e séquence | chotan ichimi (長短一身) |

### Marubashi no kata
Le Marubashi no kata (丸橋之形) est le kata le plus avancé et se base sur un kiai très difficile et des mouvements subtiles. Pour un observateur lambda, il semble ne rien se passer dans le kata. Le shidachi utilise un kodachi et l'uchidachi un odachi. Les épées sont toutes deux des shinken.
Ce kata était secret à l'origine. Le moment où le secret a été levé n'est pas clair, mais le kata est, comme les autres, décrit avec textes et photos dans le livre de Jirōkichi Yamada publié au début du XXe siècle (1927).
| séquence                      | nom                                        |
| ----------------------------- | ------------------------------------------ |
| ipponme (一本目) 1re séquence | hassōken (八相剣) épée aux huit directions |
| nihonme (二本目) 2e séquence  | teiken (提剣) porter l'épée                |
| sanbonme (三本目) 3e séquence | suishaken (水車剣) l'épée roue-à-aubes     |
| yonhonme (四本目) 4e séquence | enkaiken (圓快剣) l'épée cercle aisée      |
| gohonme (五本目) 5e séquence  | marubashiken (圓橋剣) l'épée cercle        |